# Isla Cabbage Tree (Reserva Natural John Gould)
La isla Cabbage Tree, también conocida como la Reserva Natural John Gould, es una reserva natural protegida y una deshabitada situada a 1,4 km de la desembocadura de Port Stephens, en la costa de Nueva Gales del Sur (Australia). La reserva y la isla, que tienen una superficie de 30 hectáreas, reciben su nombre de las palmas col que crecen en los dos barrancos del lado occidental de la isla, donde anidan los petreles de Gould. Es el principal lugar de reproducción de la subespecie nominada amenazada del petrel de Gould y, junto con la cercana isla Boondelbah, donde también hay una pequeña colonia, ha sido clasificada por BirdLife International como área importante para las aves. 

## Descripción
La isla Cabbage Tree es una pequeña isla escarpada de aproximadamente 1 km de largo, con una orientación norte-sur, y de 480 m de ancho. Se eleva abruptamente hasta una altura de 123 m. La vegetación arbórea incluye, además de las palmeras col, higueras caducifolias, higueras de papel de lija y ciruelos autóctonos.

## Historia
En 1911, un polluelo de pingüino fue capturado en la isla Cabbage Tree y llevado a Maitland, donde se intentó criarlo como mascota. 

### Conservación
Tanto la isla Cabbage Tree como la isla Boondelbah son reservas naturales declaradas por la Ley de Parques Nacionales y Vida Silvestre de Nueva Gales del Sur, lo que protege el hábitat de la isla de usos de la tierra incompatibles con la conservación de la naturaleza. El acceso sólo está permitido con fines científicos y de conservación. 

### Gestión de la conservación del petrel de Gould

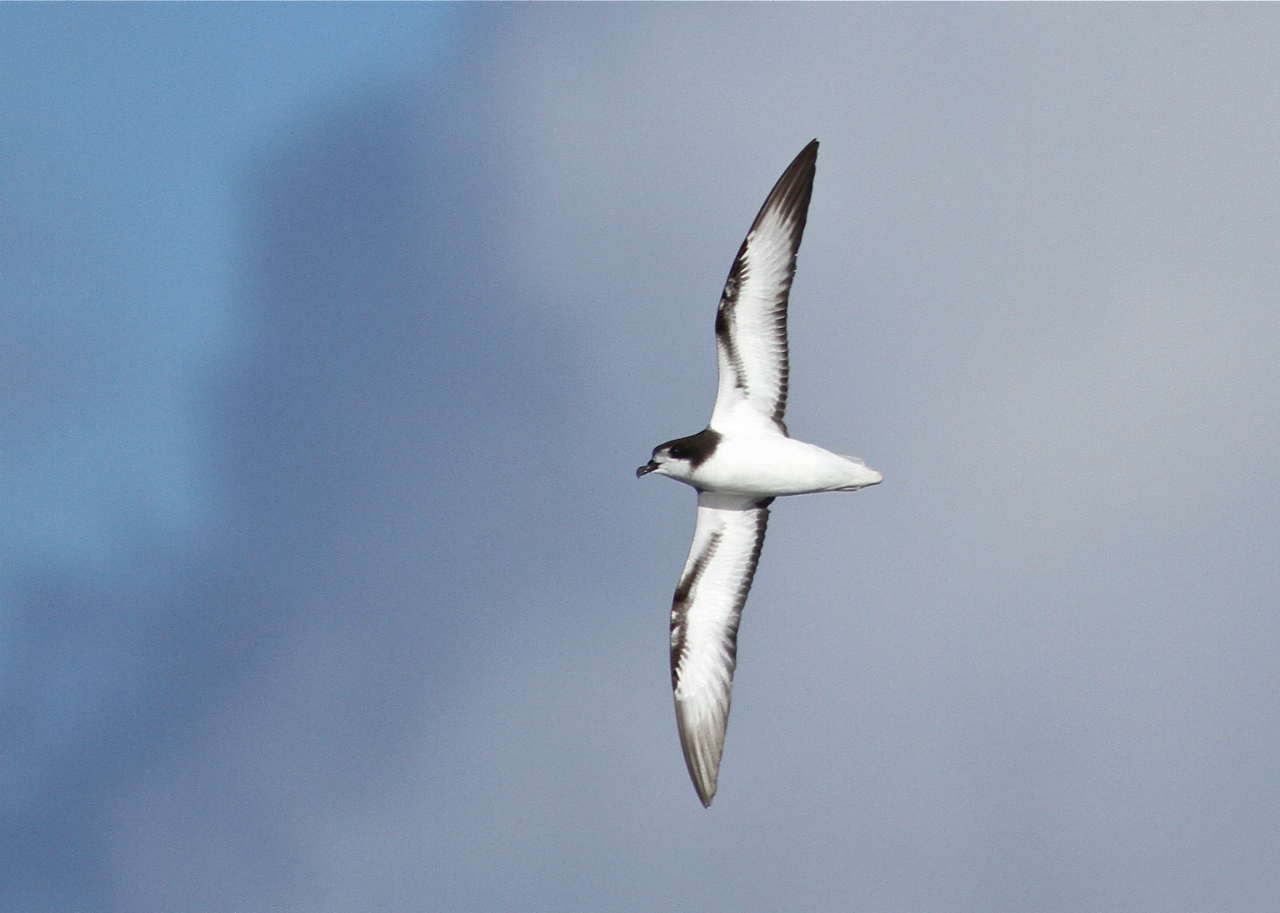
Petrel de Gould en vuelo

Los petreles anidan principalmente en grietas naturales entre las rocas de dos barrancos en el lado occidental de la isla, pero también en troncos huecos de palmeras caídas, debajo de esteras de hojas de palmera caídas y en cavidades entre los contrafuertes de las higueras. Se reproducen en colonias con nidos que suelen estar separados por menos de un metro. Antes de que se iniciara una gestión activa significativa de la isla, la población reproductora estaba en declive. Uno de los principales factores que contribuyeron a ello fue la presencia de conejos, que destruyeron en gran medida la vegetación del sotobosque de la isla e impidieron su regeneración. 
La eliminación de la vegetación protectora del sotobosque por parte de los conejos provocó una mayor exposición de los petreles que anidan en el suelo y la depredación por parte de los verdugos píos y los cuervos australianos. Esto también condujo a un aumento de la mortalidad debido a que las aves se enredaban con los frutos pegajosos de los tilos para pájaros, que caían al suelo en lugar de quedar atrapados en el sotobosque. En 1992, había menos de 250 parejas reproductoras de petrel de Gould anidando en la isla, menos del 20% de las parejas producían polluelos, se producían menos de 50 crías cada año y la mortalidad de adultos superaba las 50 aves cada año. 
Las medidas correctivas adoptadas desde 1992 han incluido la erradicación de los conejos de la isla en 1997/98, la eliminación de los árboles de limero del hábitat de nidificación de los petreles y el sacrificio de verdugos pios y cuervos. Tras el descubrimiento de unas cuantas parejas de petreles de Gould en la isla Boondelbah, situada a 1,5 km al sur, en 1995, se puso en marcha un programa de translocación para complementar el nuevo lugar de cría con polluelos procedentes de la isla Cabbage Tree. En 2004/05 se estimó que la colonia reproductora de la isla Cabbage Tree había aumentado a 2500 individuos, lo que supone 1000 parejas reproductoras, que producen una media de 300 polluelos al año, el 50 % de las parejas producen polluelos emplumados y la mortalidad media de los adultos es inferior a diez aves al año.